# Сумња (Код Лиоко)
Сумња (фр. Soupçons) је шеста епизода француске игране и анимиране телевизијске серије Код Лиоко: Еволуција, рађене по серији Код Лиоко, која је такође и пета сезона те серије.

## Опис
Џереми је радио дуго времена. Аелита га посети и инсистира да га пита када ће завршити ажурирања на Мегаподу како би им се омогућило да се врате у Кортекс и да пронађу информације. Џереми јој каже да је дошло време: нова верзија Мегапода је потпуна. Напољу, Јуми је узнемирена: у Јапану дошло до катастрофе због олује. Школа њеног рођака је спаљена. Схватајући да борба у виртуелном свету не би учинила ништа у вези с тим, она одлучује да покуша да направи разлику. Уместо да путује у Кортекс, одлучује да остаје да организује журку за прикупљање средстава за Јапан. Она добија дозволу г. Делмаса, али једино доступно слободно место је вечерас, тако да она мора брзо да ради.
Аелита, Од, Улрик и Вилијам се виртуелизују у Лиоко. Тензије између Урлика и Вилијама су још увек запажене, јер још увек гледају љутито један другог. При доласку у Кортекс, Џереми им шаље Мегапод. Возило сада има бешав, а разни други системи су подигнути. Након необичне трке кроз Кортекс, коначно стижу испред затворених врата куполе. Аелита постаје све сумњичавија. Она све више и више мисли да је њен отац, Франц Хопер, можда тај који је створио суперкомпјутер који је створио Кортекс и тај који је дозволио Ксени да се врати. Њени страхови се потврђују када, стављајући руке на врата куполе, успева да их отвори. Лиоко ратници улазе. На Земљи, Јуми је веома тешко. За вече добија мало подршке, само Ремија, једног нервозног ученика. Покушавајући да јој помогне, премешта звучни систем и ствара више блокаде на путу него било шта друго. Ствари не иду добро.
У унутрашњости куполе, Џереми открива свој најновији проналазак: нека врста картице која може да се убаци у конзолу у куполу, дозвољавајући да се подаци снимају и шаљу директно Џеремијевом суперкомпјутеру да сазнају више о Кортексу. Међутим, приступ терминалу није лак. Виртуелни елементи који чине зид из терминалне собе нагло падају и пројектују се као ракете, растављајући платформе и девиртуализујући хероја. Од и Улрик су одмах девиртуелизовани. Вилијам се одупире, а у томе му помаже његов супер дим. Потом се жртвује како би омогућио Аелити да стигне до терминала и да убаци свој кључ.
Након што су се вратили на Земљу, та три дечака су одлучила да помогну Јуми која је на ивици нервног слома. Џереми почиње да ради на подацима док се у виртуелном свету Аелита враћа у Лиоко. У теретани, где ће се журка одржати, стиже појачање. Међутим, ситуација се погоршава између Улрика и Јуми. Дечак не успева да поправи звучни систем, а девојчица се свађа са њим и покушаће да то поправи сама. Против свих шанси Вилијам започиње разговор са њим да би га заменио и вратио се да помогне Јуми. Таман када се све иде на боље, електрична утичница оставља Ремија несвесног, док три спектра преузимају његов облик у теретани и блокирају приступ вратима и прете Лиоко ратницима док изгледају супериорније.
Аелита се, након повратка у Лиоко, осећа ужасно. Њене сумње расту: Џереми је открио захваљујући подацима да је суперкомпјутер који генерише Кортекс потпуно исти као и суперкомпјутер Франца Хопера, онај који генерише Лиоко. Аелита покушава да комуницира са својим оцем у сектору 5. Изричући све своје моћи, она га пита да ли је одговоран за стварање Кортекса и Ксенин повратак. Она, наравно, не прима никакав одговор. Када је Џереми упозорава на торањ, она иде у пустињски сектор. Без икаквог отпора, деактивира торањ пре него што спектри могу да додирну хероја. Она онда схвата нешто док се диви хармонији која влада у пустињском сектору: Лиоко је сличан Францу Хоперу. Меки, тихи и хармонични, исти су у сваком погледу. Зато осећа да Кортекс, који је нестабилан и претеран, не може да буде рад њеног оца.
На Земљи, хероји пробуде Ремија који није видео ништа о нападу и одбацује га пре него што се врати да припрема за забаву.

## Емитовање
Ова епизода је премијерно приказана 2. фебруара 2013. године на телевизијском каналу „France 3“. У Србији, епизода је премијерно приказана 18. децембра 2013. на каналу ТВ Ултра.